# De bende van Wim

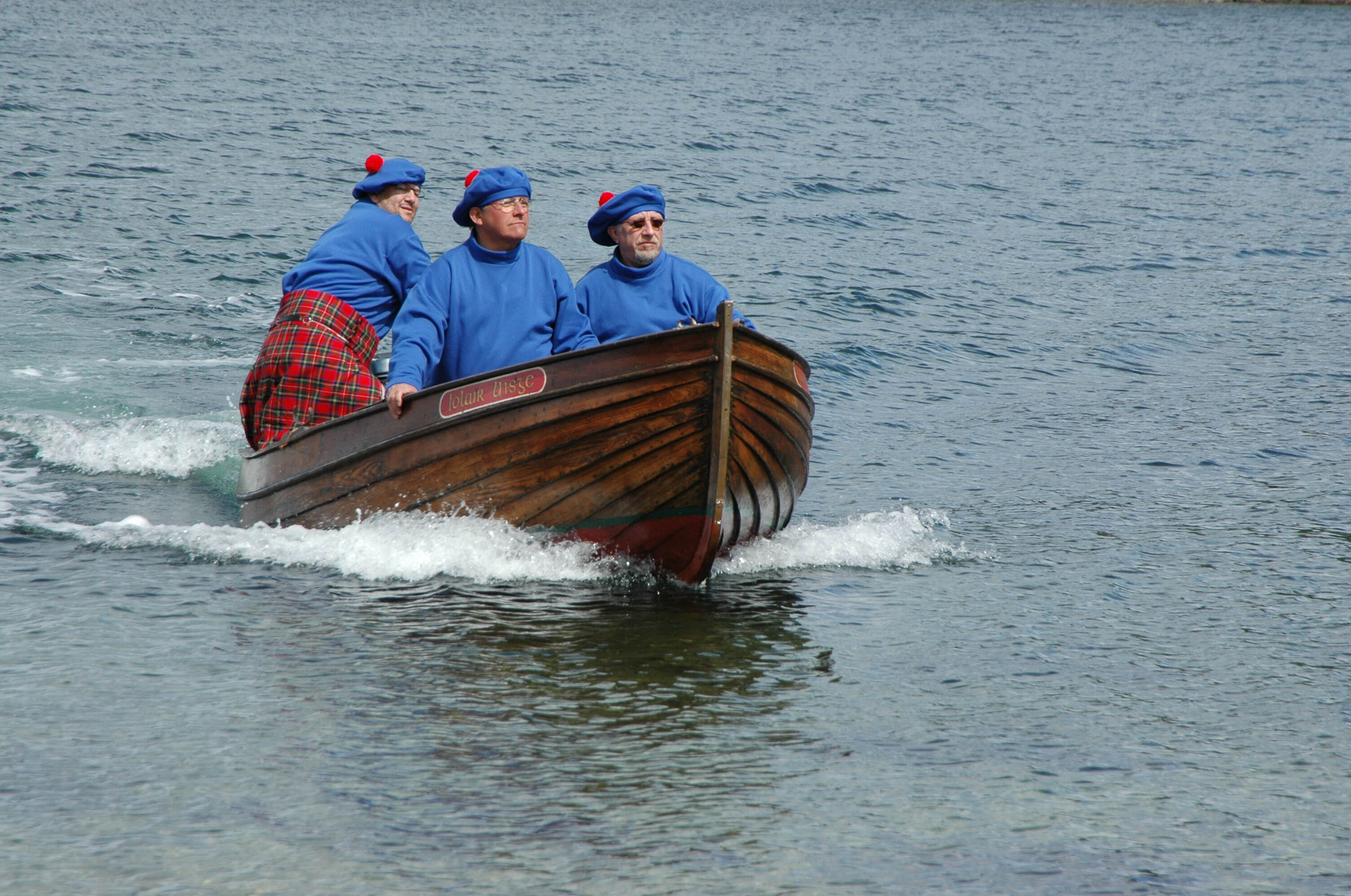
De bende van Wim op het eiland Arran

De bende van Wim is een Vlaams reisprogramma dat op Canvas werd uitgezonden. Het draait rond drie vrienden die met de motor Europa doorkruisen. Die drie zijn Wim Opbrouck (acteur), Jean Blaute (muzikant) en Michiel Hendryckx (fotograaf).
Van het programma werden twee reeksen gemaakt. Opbrouck, Blaute en Hendryckx bezochten in het programma onder andere Duitsland, Frankrijk, Zwitserland, Spanje, Portugal, Engeland, Schotland en Ierland. Hierbij hebben ze aandacht voor muziek, geschiedenis, plaatselijke volksfiguren en gastronomie. Toch is het geen klassiek reisprogramma: centraal staat de vriendschap van de drie "bendeleden", die hun eigen interesses en persoonlijkheid volop aan bod laten komen in de lokale cultuur en natuur.
Er waren ook plannen voor een derde reeks, waarin een ronde van België zou worden gemaakt. Deze is er echter niet meer gekomen.
Het programma was tijdens de zomer van 2021 tijdelijk terug online beschikbaar op VRT NU.

## Seizoen 1
- 1.1 Met de helm geboren (6 december 2002)
- 1.2 Vive les motards (13 december 2002)
- 1.3 De angst voor het cliché (20 december 2002)
- 1.4 Een bocht te ver (27 december 2002)
- 1.5 Drie ezels (3 januari 2003)
- 1.6 Loeiend hard (10 januari 2003)
- 1.7 Pech onderweg (17 januari 2003)
- 1.8 Taxi naar Admiral Grove (24 januari 2003)
- 1.9 Onder het melkwoud (31 januari 2003)
- 1.10 My kingdom for a bike (7 februari 2003)
- 1.11 Compilatieaflevering (14 februari 2003)

## Seizoen 2
- 2.1 Het nieuwe vertrek (2 december 2005)
- 2.2 Schotse Highlands (9 december 2005)
- 2.3 De schapenherder (16 december 2005)
- 2.4 Het eiland Man (23 december 2005)
- 2.5 Dublin (30 december 2005)
- 2.6 Costa da Morte (6 januari 2006)
- 2.7 Poëzie in Portugal (13 januari 2006)
- 2.8 De adelaar van Toledo (20 januari 2006)
- 2.9 Het einde is in zicht (27 januari 2006)
- 2.10 Les Demoiselles de Rochefort (3 februari 2006)